# Ladislav Helge
Ladislav Helge (21. srpna 1927 Praha – 31. ledna 2016 Praha) byl český režisér a scenárista, který točil v 50. a 60. letech 20. století.

## Život
Studoval obchodní školu. Za 2. světové války byl totálně nasazen jako soustružník v Nové Pace. Od roku 1945 spolupracoval se zakladatelem Československého filmového archivu Jindřichem Brichtou, avšak hledal cesty pro vlastní tvůrčí filmovou práci. Po válce začal (od roku 1949) jako asistent režie u Jiřího Krejčíka. Často spolupracoval se spisovatelem Ivanem Křížem.
Byl místopředsedou Svazu československých filmových a televizních umělců (FITES), v letech 1969–1970 byl vedoucím jeho české sekce.
Se začátkem normalizace šly všechny jeho filmy do „trezoru“ kvůli kritickému podtextu tehdejší situace v Československu. Byl zařazen mezi nežádoucí tvůrce, proto se jeho kariéra u filmu zastavila a v letech 1972–1977 pracoval jako zaměstnanec Československé pošty. Po roce 1977 nastoupil jako scenárista a režisér Laterny magiky, kde působil 15 let.
Působil také jako pedagog a vedoucí Katedry režie FAMU a byl i dlouhodobým členem Umělecké rady FAMU.

## Filmografie
- 1957 Škola otců
- 1959 Velká samota
- 1961 Jarní povětří
- 1962 Bílá oblaka
- 1963 Bez svatozáře
- 1964 První den mého syna
- 1967 Stud